# Asellus ezoensis
Asellus (Asellus) ezoensis là một loài chân đều trong họ Asellidae. Loài này được Matsumoto miêu tả khoa học năm 1962.